# Podróż apostolska Franciszka do Mjanmy i Bangladeszu
Podróż apostolska papieża Franciszka do Mjanmy i Bangladeszu odbyła się w dniach 27 listopada – 2 grudnia 2017.
Papież odwiedził m.in. Rangun, Naypyidaw i Dhakę. Była to pierwsza w historii wizyta papieska w Mjanmie i druga w Bangladeszu, odwiedzonym przez Jana Pawła II podczas podróży apostolskiej w 1986.
Jednym z celów pielgrzymki Franciszka było zwrócenie uwagi na prześladowania Rohingja, muzułmańskiej grupy etnicznej zamieszkującej buddyjską Mjanmę.

## Program pielgrzymki
- 26 listopada
  - O 21.40 rzymskiego czasu Papież wyleciał samolotem z rzymskiego lotniska Fiumicino do Rangunu w Mjanmie.

- 27 listopada
  - O 13.30 birmańskiego czasu samolot z papieżem wylądował na lotnisku w Rangunie. Po ceremonii powitania papież miał dzień wolny.

- 28 listopada
  - O 14:00 papież odleciał samolotem z Rangunu do Naypyidawu; przyleciał do tego miasta ok. 15.10. Po wylądowaniu na lotnisku odbyła się krótka ceremonia powitalna; po której o 16.00 papież spotkał się z prezydentem Mjanmy, Htinem Kyawem. O 16.30 papież spotkał się z Radą Państwa i ministrem spraw zagranicznych Mjanmy, Aung San Suu Kyi. Następnie o 17.15 papież spotkał się z władzami, społeczeństwem obywatelskim i korpusem dyplomatycznym w Międzynarodowym Centrum Konwencji. O 18.20 papież odleciał samolotem do Rangunu, gdzie wylądował o 19.25.

- 29 listopada
  - O 9.30 w Kyaikkasan Ground papież odprawił mszę świętą. O 16.30. w Kaba Aye Centre spotkał się z Najwyższą Radą Buddyjską - Sanghą. O 17.15. spotkał się z biskupami Birmy w salonie katedry Św. Marii.

- 30 listopada
  - O 10.15 papież odprawił mszę świętą w katedrze Św. Marii. O 12.45 odbyła się ceremonia pożegnalna na lotnisku w Rangunie, po której papież odleciał samolotem do Bangladeszu. O 15:00 banglijskiego czasu samolot z papieżem wylądował na lotnisku w Dhace. Po ceremonii powitalnej papież odwiedził Mauzoleum Pamięci Narodowej w Savarze, gdzie złożył hołd ojcu narodu banglijskiego i podpisał księgę honorową. Następnie w Pałacu Prezydenckim spotkał się z prezydentem Bangladeszu Abdulem Hamidem oraz z władzami, społeczeństwem obywatelskim i korpusem dyplomatycznym Bangladeszu.

- 1 grudnia
  - O 10.00 papież odprawił mszę świętą w Suhraward Udyan Park. O 15.20. ponownie spotkał się w nuncjaturze apostolskiej z prezydentem Bangladeszu. O 16.00 złożył wizytę w katedrze banglijskiej; kwadrans później spotkał się w Domu Starszych Kapłanów z biskupami Bangladeszu. O 17.00 w ogrodzie arcybiskupim Papież brał udział w Międzyreligijnym i Ekumenicznym Spotkaniu Pokoju.

- 2 grudnia
  - O 10.00 papież złożył wizytę w domu Matki Teresy w Tejgaonie. O 10.45 spotkał się z kapłanami, zakonnikami, osobami konsekrowanymi i nowicjuszami w kościele różańcowym. O 11:45 Franciszek nawiedził cmentarz i ten sam kościół różańcowy. O 15:20 w Dhace Ojciec Święty spotkał się z młodzieżą w Notre Dame College w Dhace. O 16:45 odbyła się ceremonia pożegnalna na lotnisku w Dhace, po której o 17:05 Papież odleciał samolotem do Rzymu. O 23:00 samolot z Papieżem wylądował na lotnisku w Rzymie.

## Źródła
- VIAGGO APOSTOLICO DI SUA SANTITÀ FRANCESCO IN MYANMAR E BANGLADESH